# 加勝山鹿治
加勝山 鹿治（かしょうざん しかじ、1889年（明治22年）10月9日 - 1914年（大正3年）9月20日）は、高知県安芸市出身で友綱部屋に所属した大相撲力士。本名は寺尾 鹿治（てらお しかじ）。最高位は東前頭14枚目。

## 来歴
1889年10月9日に高知県安芸市で生まれる。1907年5月場所で初土俵を踏み、1912年1月場所で新十両昇進、1913年5月場所では十両優勝を果たした。1914年1月場所で新入幕を果たしたが、巡業中だった同年9月20日に、新潟県南蒲原郡三条町（現：三条市）にて心臓脚気により死去、24歳没。

## 主な成績
- 通算幕内成績：2勝10敗8休（2場所）

### 各段優勝
- 十両優勝：1回（1913年5月場所）